# Guillaume Ier de Brunswick
Pour les articles homonymes, voir Guillaume Ier.
Guillaume Ier, né en 1270 et mort le 30 septembre 1292, est prince de la dynastie des Welf, fils du duc Albert Ier. Il fut duc de Brunswick-Lunebourg de 1279 et prince de Wolfenbüttel de 1291 à sa mort.

## Biographie
Guillaume Ier est le troisième fils d'Albert Ier (1236-1279), duc de Brunswick-Lunebourg conjointement avec son frère cadet Jean depuis 1252, et de sa seconde épouse Alessine (morte en 1285), fille du marquis Boniface II de Montferrat. En 1269, Albert et Jean sont convenus de se partager le patrimoine des Welf : Albert reçoit les domains du Sud s'étendant des rives de la Leine sur Göttingen, Einbeck et Wolfenbüttel jusqu'à Helmstedt et au massif du Harz. Il devient le premier prince de Brunswick-Wolfenbüttel, tout en conservant le titre de « duc de Brunswick-Lunebourg ».
Après la mort du duc Albert Ier le 15 août 1279, Guillaume et ses deux frères aînés, Henri et Albert II, lui succèdent tout d'abord conjointement. Étant mineurs, ils sont placés sous la garde de leur oncle Conrad, prince-évêque de Verden, malgré l'opposition de leur mère. Les trois plus jeunes fils d'Albert Ier, dont Luther de Brunswick, ont reçu une formation spirituelle.
En 1290, Guillaume Ier épouse Élisabeth (morte en 1306), fille du landgrave Henri Ier de Hesse. Ils n'ont pas d'enfant.
À leur majorité, les trois frères procèdent au partage de leurs terres. Guillaume reçoit les villes de Wolfenbüttel, Schöningen, Harzbourg, Seesen et Königslutter, lorsque HenrListe des évêques de Hildesheimi est attesté prince de Grubenhagen et Albert II fixe sa résidence à Göttingen. Ensemble ils ont lutté contre leur oncle Otton, prince-évêque de Hildesheim. Plus tard, les frères se disputent la possession de la ville de Brunswick, mais Guillaume meurt prématurément en 1292. Ses frères se partagent sa principauté, Albert II en obtenant la majeure partie.